# 哈拉尔代雷区
哈拉爾代雷區是索馬利亞的一個區，位於該國中北部的穆杜格州，首府為哈拉尔代雷。

## 外部鏈結
- 哈拉爾代雷在Google地圖上的位置